# Шерметова, Кристина
Кристина Шерметова (туркм. Kristina Şermetowa; род. 25 мая 1993 года, Ашхабад, Туркмения) — туркменская тяжелоатлетка, выступающая в весовой категории до 53 кг. Серебряный призёр чемпионата мира и бронзовый призёр чемпионата Азии 2017 года. Многократная чемпионка Туркменистана. Участница летних Олимпийских игр 2020 года в Японии.

## Биография

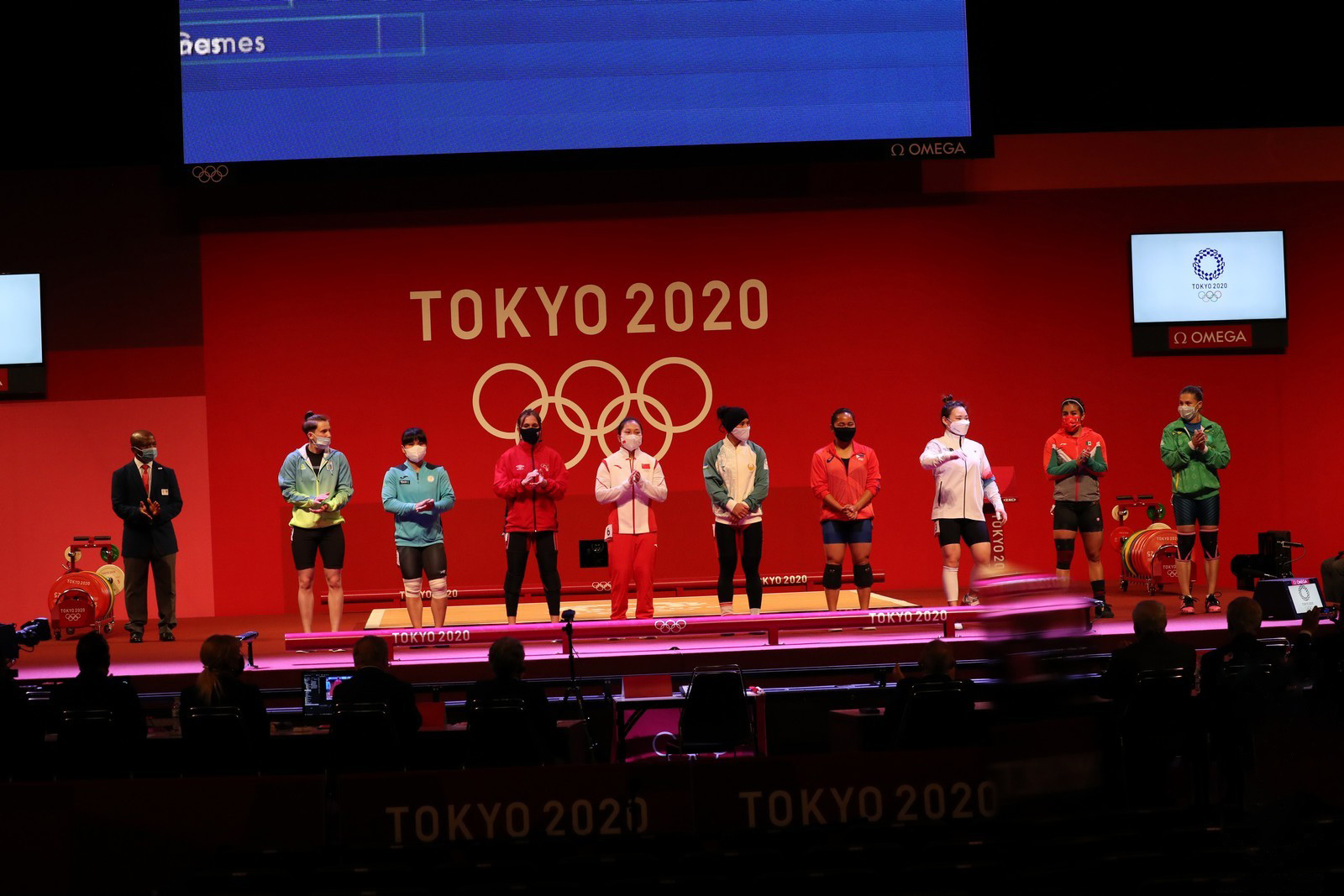

Родилась 25 мая 1993 года в Ашхабаде. С детства занималась спортивными танцами. Тяжелой атлетикой начала заниматься в 2007 году из-за друга своего отца, который основал школу по тяжелой атлетике для девочек.
«Многие не верят мне, когда я говорю, что раньше танцевала. Когда друг моего отца открыл школу тяжелой атлетики, мой папа настоял на том, что мне тоже нужно записаться. Сначала у меня не было огромного желания, но потом я доверилась его совету. И до сих пор у меня не было ни одного повода жалеть о своем решении».
Первый тренер — Армен Степанян.
Первым международным успехом в её карьере стала бронзовая медаль юношеского Чемпионата Азии 2009 года в категории до 48 кг.
На Чемпионате Азии 2012 года в категории до 58 кг Кристина Шерметова стала 8-й.
Из-за травм пропустила два сезона — 2015 и 2016.
Удачным для Кристины Шерметовой оказался 2017 год. Спортсменка стала третьей на чемпионате Азии в категории до 53 кг, а на чемпионате мира в Анахайме завоевала серебро.

## Спортивные достижения
| Год  | Соревнование                | Место проведения | Весовая категория | Рывок | Толчок | Сумма двоеборья | Место |
| 2011 | Чемпионат мира              | Пхёнтхэк         | до 58 кг          | 83 кг | 100 кг | 183 кг          | 8     |
| 2017 | Чемпионат Азии              | Ашхабад          | до 53 кг          | 78 кг | 104 кг | 182 кг          | 3     |
| 2017 | Азиатские игры в помещениях | Ашхабад          | до 53 кг          | 89 кг | 107 кг | 196 кг          | 3     |
| 2017 | Чемпионат мира              | Анахайм          | до 53 кг          | 91 кг | 113 кг | 204 кг          | 2     |